# ماري كيت أولسن
ماري كيت أولسن (بالإنجليزية: Mary-Kate Olsen)‏ (من مواليد 13 يونيو 1986 في شيرمان أوكس، كاليفورنيا) هي ممثلة اميركية، مصمم أزياء، كاتبة، سيدة أعمال. اشتهرت وهي شقيقة التوأم آشلي باعمل مشتركة 2012 قررت ان تعمل بشكل منفصل ومستقل عن اختها اشلي

## افلامها
| عام  | فيلم                    | دور             | ملاحظة            |
| ---- | ----------------------- | --------------- | ----------------- |
| 2006 | فتاة المصنع (فيلم 2006) | Molly Spence    | Small scene/guest |
| 2007 | ويدز (مسلسل)            | Tara Lindman    | 8 episodes        |
| 2008 | The Wackness            | Union           | Supporting role   |
| 2008 | سامانثا من؟             | Karen McNeicep  | 1 episode         |
| 2011 | بغيض                    | Kendra Hilferty | Supporting role   |
| 2011 | Story of a Girl         | Stacey          | In production     |

## وصلات خارجية
- ماري كيت أولسن على موقع IMDb (الإنجليزية)
- ماري كيت أولسن على موقع ميتاكريتيك (الإنجليزية)
- ماري كيت أولسن على موقع روتن توميتوز (الإنجليزية)
- ماري كيت أولسن على موقع قاعدة بيانات الأفلام العربية
- ماري كيت أولسن على موقع قاعدة بيانات الأفلام العربية
- ماري كيت أولسن على موقع ألو سيني (الفرنسية)
- ماري كيت أولسن على موقع ميوزك برينز (الإنجليزية)
- ماري كيت أولسن على موقع تيرنر كلاسيك موفيز (الإنجليزية)
- ماري كيت أولسن على موقع أول موفي (الإنجليزية)
- ماري كيت أولسن على موقع بوكس أوفيس موجو (الإنجليزية)
- Mary-Kate's Page
- Mary-Kate Olsen at TV.com